# Rok (Band)
Rok war eine australische Black-, Death- und Thrash-Metal-Band aus Sydney, die 1998 gegründet wurde und sich etwa im Jahr 2001 auflöste.

## Geschichte
Rok wurde von dem gleichnamigen Sadistik-Exekution-Sänger gegründet. Bei den Aufnahmen zum Debütalbum This Is Satanik Anfang 1998 waren neben ihm als Sänger noch die Gitarristin Natalie „Princess Heinkel Hellfukker“ Meisenhelter, der Bassist und Gitarrist The Impostor und mindestens zwei Schlagzeuger beteiligt. Die Veröffentlichung fand im selben Jahr bei Osmose Productions statt. Bereits kurz nach der Fertigstellung des ersten Albums arbeitete die Gruppe an dem zweiten. Wie bei dem ersten Album halfen Mitglieder von Sadistik Exekution beim Schreibprozess mit und steuerten Gastbeiträge bei. Das Album erschien nach etwas Verzögerung im Jahr 2000 bei Modern Invasion Records unter dem Namen Burning Metal. Die Besetzung setzte sich hierbei neben Rok, Meisenhelter und The Impostor aus dem Gitarristen King Pest III und den Schlagzeugern Piston Thunderblood, Sloth und Kunthammer zusammen. Ihren einzigen Auftritt hielt die Band Ende 1999 ab, wobei die Besetzung neben Rok, The Impostor und Meisenhelter aus dem Schlagzeuger Wayne Campbell und dem Bassisten Nik Tropiano bestand. 2001 erschien bei Iron Pegasus Records die Single Under a Southern Sky.

## Stil
Laut Brian Fischer-Giffin in seiner Encyclopedia of Australian Heavy Metal spielt die Band eine rohe Mischung aus Thrash- und Death-Metal mit verrückt-verdrehtem Gesang. Martin Wickler vom Metal Hammer zog in seiner Rezension zu This Is Satanik einen Vergleich zu Sadistik Exekution, wobei die Musik von Rok jedoch weniger schnell ausfalle. Sie sei dennoch gewöhnungsbedürftig. Auf dem Album werde schlechter Geschmack zelebriert. Gelegentlich gebe es zwischen den Liedern ein „kurzes, hörspielartiges und ehrlich gesagt ziemlich krankes Zwischenstück“. Frank Stöver von voicesfromthedarkside.de stellte in seiner Rezension zu Burning Metal fest, dass die Texte voller Klischees seien und Dinge wie die Farbe Schwarz, Leder, Satan, Feuer und Hölle einbeziehen würden. Die Produktion sei solide, authentisch und habe einen rohen Klang. Musikalisch verarbeitet die Gruppe Einflüsse von Bathory, Venom und Motörhead.

## Diskografie
- 1998: This Is Satanik (Album, Osmose Productions)
- 2000: Burning Metal (Album, Modern Invasion Records)
- 2001: Under a Southern Sky (Single, Iron Pegasus Records)